# Fashion Film
Ein Fashion-Film ist ein kurzer Videoclip, der Mode zum Thema hat.
Gedreht werden Fashion-Filme meist als Bewerbung eines Modelabels, Modedesigners oder einer Kollektion. Zudem produzieren junge, unabhängige Filmemacher ebenfalls Fashion-Filme, ohne jedoch eine spezielle Marke zu bewerben, sondern um ihr Portfolio zu verbessern.
Inzwischen engagieren Spitzenlabels wie Dior, Karl Lagerfeld, Miu Miu oder Louboutin renommierte Regisseure für hauseigene Fashion-Filme.
Stilistisch gesehen gibt es starke Unterschiede zwischen den einzelnen Fashion-Filmen. Sie können Elemente und Stilmittel der Modefotografie, des Experimentalfilms und des Surrealen Films, des Musikvideo, des Werbeclip und des szenischen Films enthalten. Grundsätzlich können Fashion-Filme in szenische Fashion Filme, die narrativ angelegt sind, und experimentelle Fashion-Filme, welche sich eher auf eine spektakuläre Ästhetik des Videos konzentrieren, eingeteilt werden. Die Verbreitung von Fashion-Filmen erfolgt im Allgemeinen viral über Fashion-Blogs und Fashion-Film-Blogs sowie durch Social Media.

## Fashion-Film-Award
2010 konnten sich Fashion-Filmer mit ihren Arbeiten für den vom Bundesministerium für Wirtschaft und Technologie ausgelobten Fashion-Film-Award bewerben. Auszeichnungen für Clips mit der maximalen Länge von 2 min. wurden in den Kategorien Damen- und Herrenbekleidung sowie Accessoires vergeben. Alle Clips wurden auf einer DVD dokumentiert, publiziert bzw. über deutsche Botschaften auf entsprechenden Messen und Veranstaltungen gezeigt sowie an Modeeinkäufer und Medien verteilt.

## Berlin Fashion Film Festival
Seit 2012 findet jährlich das BfFF statt und hat sich zum führenden Festival für Werbe- und Kurzfilme etabliert, bei dem sowohl Werbetreibende, Filmschaffende und Modedesigner sich über die neuesten Trends im Fashion Film austauschen. Die besten Arbeiten werden mit Awards belohnt, die in der Szene immer mehr an Bedeutung gewinnen.